# Landesverband der Agraringenieure Niedersachsen
Der  Landesverband der Agraringenieure Niedersachsen (LAI) ist die berufsständische Interessenvertretung der Agraringenieure in Niedersachsen. Die Hauptaufgabe des 1964 gegründeten Vereins besteht darin, die Mitglieder in der Öffentlichkeit in allen berufsständischen Fragen zu vertreten. Auf Wunsch berät der Verband während des Studiums, zur Berufswahl, zum Berufseinstieg, in Fragen des Arbeitsrechts. Ferner in Renten-/Versicherungsfragen, beruflicher Weiterbildung und allen sonstigen Aufgabenstellungen. Vorsitzender ist Juhl Jörgensen. Der LAI war Mitglied im Zentralverband der Ingenieurvereine (ZBI). 2017 ist der LAI Niedersachsen in den VDL – Berufsverband Agrar, Ernährung, Umwelt Landesverband Niedersachsen aufgegangen.

## Organisation und Mitgliedschaft
Der Verband setzt sich zusammen aus Absolventen und Studenten der Hochschulen aller Fachrichtungen der Agrarwirtschaft sowie vergleichbarer Qualifikation. Der LAI Niedersachsen ist in folgende Bereiche gegliedert: Weser-Ems, Lüneburg/Uelzen, Stade, Braunschweig, Hannover, Northeim.
Organe des Vereins sind
- die Mitgliederversammlung,
- der Vorstand,
- der Beirat.

## Ziele
- Verbesserung der beruflichen Chancen der Agraringenieure
- Erleichterung für Bewerber beim beruflichen Einstieg
- Unterstützung der Verbandsmitglieder durch Information
- Förderung der Qualifikation der Verbandsmitglieder

## Aktivitäten
- Mitgliederservice
  - Berufsständische Fragen
  - Angebote für Senioren; z. B. Studienreisen, Seminare
- Information und Öffentlichkeit
  - Intern – Rundschreiben, Broschüren, Faltblätter, Arbeitsmarktfragen
  - Extern – Mitteilungen, Presse, Behörden, Verbände, Hochschulen
- Weiterbildung
  - Förderung der beruflichen Weiterbildung – Lehrfahrten, Seminare, Workshops, Veranstaltungen
- Renten- und Versicherungsfragen
  - Aktuelle Informationen
- Tarifliche und arbeitsrechtliche Fragen
  - Besoldung, Bundesangestelltentarif (BAT, TVL, TVOED)
  - Arbeitsverträge
- Mitgliederwerbung
  - Rundschreiben, Presse, Präsentation
  - Fachhochschulen, Hochschulen
- Jobvermittlung